# CDU in Niedersachsen
Die CDU in Niedersachsen ist der Gebietsverband der CDU im Land Niedersachsen. Sie wurde 1968 gegründet und gliedert sich in die Landesverbände Braunschweig, Hannover und Oldenburg. Mit rund 51.000 Mitgliedern ist die CDU die mitgliederstärkste Partei in Niedersachsen.
Die ehemaligen Ministerpräsidenten Ernst Albrecht (1976–1990), Christian Wulff (2003–2010) und David McAllister (2010–2013) kamen aus den Reihen der CDU in Niedersachsen.

## Struktur

### Gliederung
Der Gebietsverband CDU in Niedersachsen wird von der Partei nicht als Landesverband aufgefasst. Diesen Titel beanspruchen seine Glieder, die drei Landesverbände Braunschweig, Hannover und Oldenburg. Er ist laut dem CDU-Statut kein organisatorischer Zusammenschluss von Landesverbänden nach § 7 Absatz 1 Satz 4 Parteiengesetz, sondern erfüllt selbst die Eigenschaften eines Gebietsverbands der Partei (nach Satz 1 desselben Absatzes). Die CDU in Niedersachsen steht damit außerhalb der ansonsten geltenden Organisationsstufen der Partei.

LV Braunschweig
LV Hannover
LV Oldenburg

Der Landesverband Hannover ist in die Bezirksverbände Elbe-Weser, Hannover, Hildesheim, Nordostniedersachsen, Ostfriesland und Osnabrück-Emsland gegliedert. Dem Bezirksverband Hannover gehört auch die CDU auf dem Gebiet des ehemaligen Landes Schaumburg-Lippe an. Die Landesverbände Braunschweig und Oldenburg sind den Bezirksverbänden des Landesverbandes Hannover weitgehend gleichgestellt.
| Landesverband | Bezirksverband              | Vorsitzende(r)      |
| ------------- | --------------------------- | ------------------- |
| Braunschweig  |                             | Christoph Plett     |
| Hannover      | Elbe-Weser                  | Enak Ferlemann      |
| Hannover      | Hannover                    | Hendrik Hoppenstedt |
| Hannover      | Südniedersachsen-Hildesheim | Uwe Schünemann      |
| Hannover      | Nordostniedersachsen        | Merlin Franke       |
| Hannover      | Osnabrück-Emsland           | Mathias Middelberg  |
| Hannover      | Ostfriesland                | Ulf Thiele          |
| Oldenburg     |                             | Jochen Steinkamp    |

### Organe
Als oberstes Gremium der CDU in Niedersachsen agiert der Landesparteitag, der die Mitglieder des Landesvorstandes sowie die Mitglieder des Landesparteigerichts wählt.
Der Landesvorstand entscheidet über die laufende Politik der CDU in Niedersachsen unter Beachtung der Beschlüsse des Landesparteitages.
Das Landesparteigericht entscheidet über satzungsrechtliche Fragen, Wahlanfechtungen, Parteiausschlussverfahren u. a.
Weiterhin bestehen Landesfachausschüsse und Arbeitskreise als Organe des Vorstandes.

## Geschichte
Die Gründung des Landesverbandes Oldenburg erfolgte am 11. März 1946 in Oldenburg. Vorangegangen waren eine Reihe von lokalen Neugründungen. Der erste Kreisverband der Union war am 19. November 1945 noch unter dem Namen „Christlich-Demokratische Partei“ im Landkreis Vechta gegründet worden. Während der Parteiaufbau in Südoldenburg schnell erfolgte und die Partei auch bald nennenswerte Mitgliederzahlen erreichte, war die Situation im evangelischen Nordoldenburg schwerer. Hier hatte sich die „Demokratische Union“ als bürgerliche Sammlungspartei gebildet. Mit der Konsolidierung der Parteienlandschaft löste sich diese Partei Anfang 1946 auf. Die meisten Mitglieder schlossen sich der Union an, manche gingen zur FDP.
In Braunschweig wurde der Kreisverband für den Stadt- und Landkreis Goslar als erster Kreisverband am 25. Oktober 1945 gegründet. Im evangelischen Braunschweig waren die Voraussetzungen für die Union nicht so günstig, wie in den katholischen Ländern. Der am 7. Dezember 1945 gegründete Landesverband Braunschweig erreichte bei den ersten Wahlen knapp 30 % der Stimmen.
In der Provinz Hannover erfolgte die Gründung eines Landesverbandes am 18. November 1945. Bernhard Pfad wurde Landesvorsitzender. Der Landesverband Hannover schloss das ehemals eigenständige Schaumburg-Lippe ein.
1950 wurde eine lose Zusammenarbeit der drei Landesverbände zur „CDU in Niedersachsen“ vereinbart. Vorsitzende dieses Zusammenschlusses waren Adolf Cillien (1950–1960) und Otto Fricke (1960–1968). Ein Zusammenschluss zu einem einheitlichen Landesverband scheiterte vor allem am Widerstand des Landesverbandes Oldenburg. Dessen Landesvorsitzende Hermann Ehlers (1952–1954) und August Wegmann (1955–1965) bestanden auf der Selbständigkeit des Landesverbandes Oldenburg. Im Jahr 1968 erfolgte ein wirksamer Zusammenschluss zu einem Dachverband. Die Landesverbände übergaben weitgehende Organisationsrechte an die CDU in Niedersachsen als dem übergeordneten Gebietsverband, so dass sie innerhalb Niedersachsens faktisch mit den Bezirksverbänden des CDU-Landesverbandes Hannover gleichgestellt sind. Sie werden aber weiterhin auf der Bundesebene der CDU als Landesverband geführt, geben jeweils einen unabhängigen Rechenschaftsbericht gegenüber dem Bundesverband ab und entsenden in viele Gremien wie dem Bundesparteitag eigenständig Delegierte.

## Vorsitzende
| Jahren    | Vorsitzender        |
| 1968–1990 | Wilfried Hasselmann |
| 1990–1994 | Josef Stock         |
| 1994–2008 | Christian Wulff     |
| 2008–2016 | David McAllister    |
| 2016–2023 | Bernd Althusmann    |
| seit 2023 | Sebastian Lechner   |

## Ehrenvorsitzende
| Jahren    | Ehrenvorsitzender   |
| 1968–1972 | Otto Fricke         |
| 1974–1995 | Richard Langeheine  |
| 1990–2003 | Wilfried Hasselmann |

## Fraktionsvorsitzende
| Jahren    | Vorsitzender        |
| 1947–1951 | Adolf Cillien       |
| 1951–1955 | Werner Schönfelder  |
| 1955–1965 | Alois Scherf        |
| 1965–1970 | Bruno Brandes       |
| 1970–1976 | Wilfried Hasselmann |
| 1976–1982 | Bruno Brandes       |
| 1982–1986 | Werner Remmers      |
| 1986–1988 | Josef Stock         |
| 1988–1994 | Jürgen Gansäuer     |
| 1994–2003 | Christian Wulff     |
| 2003–2010 | David McAllister    |
| 2010–2017 | Björn Thümler       |
| 2017      | Bernd Althusmann    |
| 2017–2022 | Dirk Toepffer       |
| seit 2022 | Sebastian Lechner   |

## Landtagswahlergebnisse
| Jahr | Stimmen | Sitze |
| ---- | ------- | ----- |
| 1947 | 19,9 %  | 30    |
| 1951 | 23,7 %  | 35    |
| 1955 | 26,6 %  | 43    |
| 1959 | 30,8 %  | 51    |
| 1963 | 37,7 %  | 62    |
| 1967 | 41,7 %  | 63    |
| 1970 | 45,7 %  | 74    |
| 1974 | 48,8 %  | 77    |
| 1978 | 48,7 %  | 83    |
| 1982 | 50,7 %  | 87    |
| 1986 | 44,3 %  | 69    |
| 1990 | 42,0 %  | 67    |
| 1994 | 36,4 %  | 67    |
| 1998 | 35,9 %  | 62    |
| 2003 | 48,3 %  | 91    |
| 2008 | 42,5 %  | 68    |
| 2013 | 36,0 %  | 54    |
| 2017 | 33,6 %  | 50    |
| 2022 | 28,1 %  | 47    |